# 奥州エフエム放送
奥州エフエム放送株式会社（おうしゅうエフエムほうそう）は、岩手県奥州市および胆沢郡金ケ崎町の各地域を放送区域として超短波放送（FM放送）を営む特定地上基幹放送事業者である。奥州エフエムの愛称でコミュニティ放送を行っている。

## 概要
「日本一、笑顔が集まるラジオ局。笑顔で暮らそう」をキャッチフレーズに開局。花いっぱい大作戦など、地域のリスナーが積極的に参加する活動や試みを行っている。
自社制作番組以外は、ミュージックバードの番組などを放送する。
可聴範囲は奥州市、金ヶ崎町の計44,981世帯。範囲外の北上市でも良好に受信できる地域がある。その他、花巻市、盛岡市、一関市、仙台市などでも聴取可能。

### ニュースソース
ニュースソースは、「たんこうニュース」が胆江日日新聞、「oshu-fmニュース」が読売新聞、「県南ローカルニュース」が岩手日日。

### ジングル
ジングルは、岩手県在住の音楽ユニットunderpath!が制作したものが大半である。

## 沿革
- 2006年（平成18年）11月20日 - 奥州エフエム放送株式会社設立。
- 2007年（平成19年）
  - 3月6日 - 放送局（現特定地上基幹放送局）の予備免許取得。
  - 3月27日 - 試験電波発射開始。
  - 4月9日 - 放送局の免許取得。
  - 4月12日 - 開局。
- 2008年（平成20年）
  - 4月12日 - 開局1周年記念イベント。キャッチフレーズは「with your smile 〜笑顔で暮らそう〜」。
    - MUSIC BIRDの『おはようサタデー』を奥州エフエムから全国放送した。

  - 9月29日 - メイプルサテライトスタジオ開設。
- 2009年（平成21年）4月12日 - 開局2周年記念イベント。キャッチフレーズは「いっしょ2（に）くらそうこの町で」。
- 2010年（平成22年）4月12日 - 開局3周年。4月11日22:00 - 4月12日1:00まで、特別番組「おかげ3です。ありがと3。」
- 2011年（平成23年）
  - 3月12日 - 臨時災害放送局「おうしゅうさいがいエフエム」として運用開始。
  - 3月29日 - 臨時災害放送局「おうしゅうさいがいエフエム」廃止、通常のコミュニティ放送に戻る。
- 2022年（令和4年）7月 - メイプルサテライトスタジオを廃止し、本社二階に「第2スタジオ」として移設[3]。

### おうしゅうさいがいエフエム
2011年3月11日に発生した東北地方太平洋沖地震に際し、奥州市は12日12時30分に臨時災害放送局「おうしゅうさいがいエフエム」（JOYZ2N-FM）の免許を取得した。同局は当社の機材・人員を利用し、空中線電力を20Wから150Wに増力して運用。この出力は、同震災により被災地で開局した臨時災害放送局で最大である。

## 所在地

### 本社
- 奥州市水沢佐倉河字東広町1番地4
株式会社岩手めんこいテレビの本社として、1990年（平成2年）に建設された。同社本社が盛岡市に移転後、めんこいテレビ業務センターとして使われ、1999年（平成11年）に株式会社フジテレビジョンから水沢市（現・奥州市）が譲り受けた。市は、めんこい美術館（所管・奥州市教育委員会）として活用していた。美術鑑賞後の休憩場所が欲しいとの市民の要望を受け、2006年に、レストラン（ろーずがーでん）が入居した。その建物の未使用スペースと設備を活用する形で、2007年に開局した。2015年現在、ろーずがーでん跡地を改修後、事務所を移動し旧事務所スペースはCDの倉庫・打ち合わせスペースとなっている。常用スタジオの移動はない。メイプル4階に設けていた「メイプルサテライトスタジオ」を本社2階に移設し、第2スタジオとして使用を開始した。

### 演奏所
- 常用スタジオ
  - 本社所在地に同じ。

### 送信所
- 送信所： 岩手県奥州市衣川餅転85番地（国見山：標高778m）
  - コールサイン：JOZZ2AX-FM
  - 周波数：77.8MHz
  - 空中線電力：20W

- 予備送信所： 岩手県奥州市水沢佐倉河字東広町1番地4 
  - 周波数：77.8MHz
  - 空中線電力：10W

予備送信所は、災害等で衣川の送信所から送信できなくなった時のみ使用。元々岩手めんこいテレビのスタジオだった為、アンテナが設置されていた。
2011年1月25日に試験電波発射を実施。2011年2月1日に発生した水沢での火災にて送信ケーブルが遮断され、18時51分頃から無音状態となり、総務省の許可を得て19時50分頃から予備送信所が使用された。

### 中継局
- 前沢中継局：前沢字七日町裏地内
- 胆沢中継局：胆沢若柳字天沢地内
- 米里中継局：江刺米里字向木細工地内
  - 周波数：77.8MHz
  - 空中線電力：10W

「無線システム普及支援事業費等補助金」を利用して、地形などにより電波が受信しづらい地域に中継局を設置することを胆江日日新聞が報道。
2017年度は、『前沢市街・胆沢若柳の温泉保養施設「ひめかゆ」周辺』の2地域で整備を計画。
2018年度は、江刺の『伊手・梁川・米里・広瀬』の4地域でも整備することが検討されている。
中継局の整備は、奥州市危機管理課が担当する。

## 番組[4]

### 自社制作番組

#### 平日
（2020年4月度番組改編から）
- モーニングナビゲーション（月曜日 - 金曜日、7:00 - 8:55）
DJ・遠藤 勝年
- smileハッピーライフ（月曜日 - 金曜日、9:00 - 10:55）
DJ・菅野 敦子
- ぽかぽかラジオお昼（月曜日 - 金曜日、11:00 - 13:30）
DJ・石川 照男（月 - 金）、鈴木 友惟（月・金）、奥沢 きく子（火・木）、MAKI（水）
- DAYTIME INFORMATION（月曜日 - 金曜日、12:30 - 13:00）　キャスター・遠藤 勝年
12:30 - お天気・oshu-fmニュース・たんこうニュース・県南ニュース
12:42 - おうしゅう伝言板（奥州市提供）
12:47 - インフォメーション金ケ崎（金ケ崎町提供）
12:52 - いいこと@JA（JA岩手ふるさと提供）
- にじいろ音楽館（月曜日 - 金曜日、14:00 - 14:54）
ナビゲーター・いずみ、矢羽々、石川、千葉、岩渕
- Fine!（月曜日 - 金曜日、15:00 - 16:54）
DJ・高橋 ゆきえ

- 奥州liberamente-リベラメンテ-（月曜日 - 金曜日、17:00 - 17:30）
DJ・コニー・カンノ（月・火）、藤原 芙美江（水）、KEYKO（木・金）
- ニュースエブリディー（月曜日 - 金曜日、17:30 - 17:49）
キャスター・高橋 ゆきえ
- マッコとホントにHOTなチャンネル。（月曜日 - 金曜日、18:00 - 19:54）
DJ・村上 真琴（月 - 金）、満月亭 流れ星（月・金）、千田 航平（火・水）、トッシー（木）
- Music a la carte（月曜日 - 金曜日、20:00 - 21:00）
- 今さらフォーク（月曜）
DJ・伊藤貴秀・高橋晋
- ヴィヴァ・ラ・ムジカ（火曜）
DJ・石川 深理、矢羽々 未咲
- 木原たけしのミュージックアラカルト「演歌ダヨ～!」（水曜）
DJ・木原 たけし
- 鷹司よ悦のワッショイ!日本!どっこいしょ（木曜）
DJ・鷹司よ悦
- 高橋学のアラカルト「高橋学のまなすて。」（金曜）
DJ・高橋 学

#### 土曜日
- 土曜ワイド奥州（9:00 - 13:00）
DJ・村上 真琴、佐々木義憲、遠藤勝年
- Go!郷!さとでー（17:00 - 17:30）
DJ・村上 真琴
- 秀ジイのありのまんま（17:30 - 18:00）
DJ·藤原 芙美江、佐々木 秀康（旧衣川村村長）

#### 日曜日
- おはようラジオです。日曜日です。（9:00 - 10:00）
DJ・高橋 ゆきえ
- NEWポランの広場（10:00 - 11:00）
出演・小野寺 宣文（奥州エフエム放送 代表取締役）、安彦 公一（胆江日日新聞編集長）
- SUN★DELICA（さん★でりか）（11:00 - 13:00）
DJ・エリカ
- NEWポランの広場（19:00 - 20:00）（再放送）

### 年末カウントダウン番組
奥州エフエム放送では岩手県内のコミュニティ放送局で唯一の大晦日の夜から元日の25時頃までカウントダウン番組「ゆく年くる年カウントダウン」を奥州エフエム本社内に特設スタジオを設け、生放送で放送している

### イメージキャラクター
キャラクターには、奥州の『奥』の字をモチーフにしているため【奥（おう）ちゃん】という名前で、奥州エフエムスタッフや、リスナーに呼ばれている。